# Mineral Springs, Arkansas
Mineral Springs là một thành phố thuộc quận Howard, tiểu bang Arkansas, Hoa Kỳ. Năm 2010, dân số của thành phố này là 1208 người.

## Dân số
- Dân số năm 2000: 1264 người.
- Dân số năm 2010: 1208 người.